# 沃爾什縣區 (伊利諾伊州蘭道夫縣)
沃爾什縣區（英語：Precincts (United States)）是位於美國伊利諾伊州蘭道夫縣的一個縣區。

## 地方資料
根據2010年美國人口普查的數據，沃爾什縣區的面積為70.70平方千米，當中陸地面積為69.20平方千米，而水域面積為1.50平方千米。當地共有人口454人，而人口密度為每平方千米6.42人。